# Skarpnäck (tunnelbanestation)
Skarpnäck är en station inom Stockholms tunnelbana i stadsdelen Skarpnäcks gård i Söderort inom Stockholms kommun.
Stationen är ändstation på tunnelbanans linje 17 (gröna linjen). Själva stationen ligger vid Skarpnäcks allé 37–39, i ett bergrum 25 meter under marken. Avståndet från Slussen är 8,1 kilometer. Stationen invigdes den 15 augusti 1994; detta är den 100:e stationen och även den nyaste, tillsammans med Bagarmossens nya station under jord som invigdes samma dag. Bagarmossens gamla station, i ytläge, hade lagts ned några månader tidigare.
Konstnärlig utsmyckning på stationen är gjord av Richard Nonas i form av 17 bänkliknande skulpturer i mörk granit.
Skarpnäck är den östligaste stationen i hela tunnelbanenätet.

## Bilder

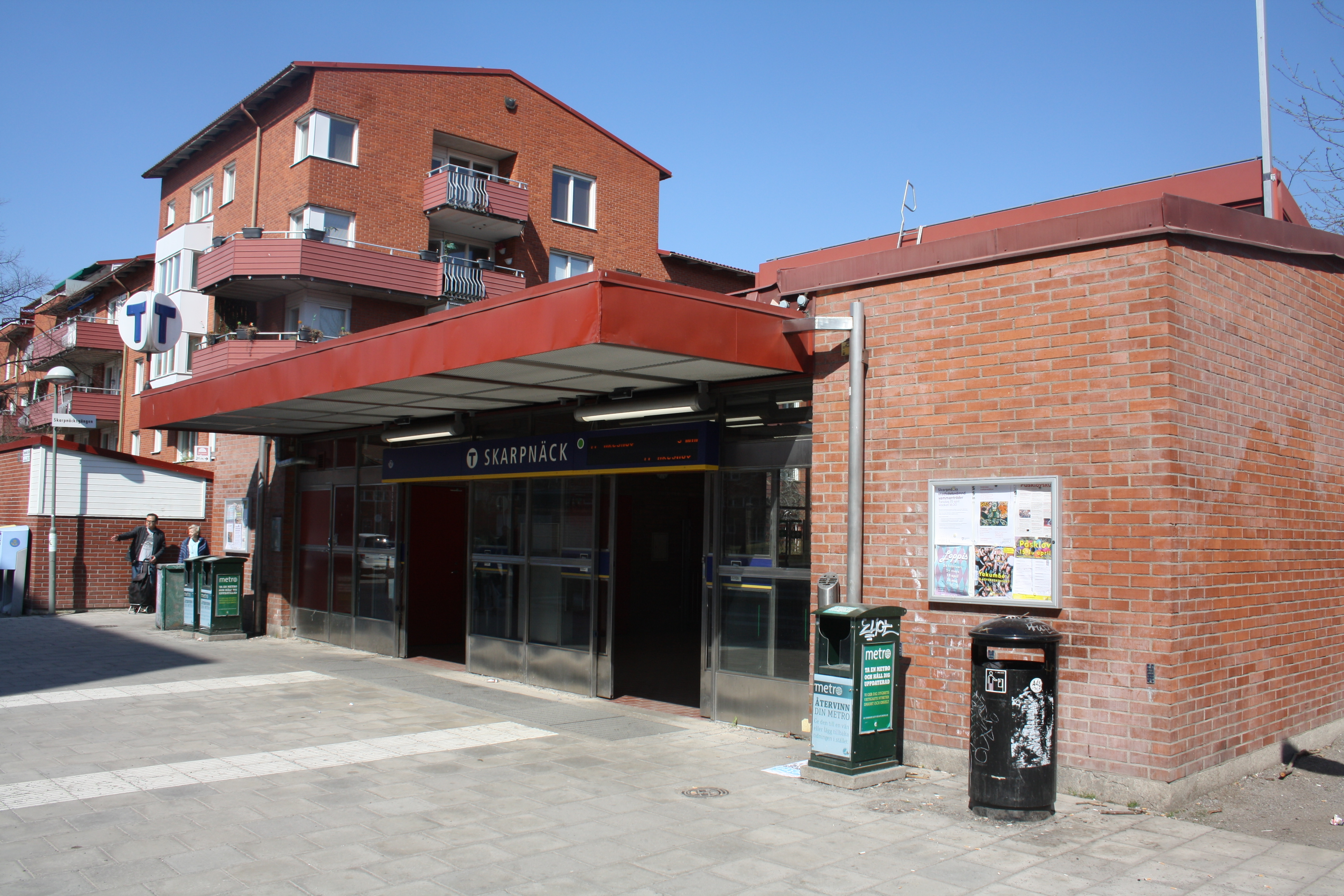
Entrén
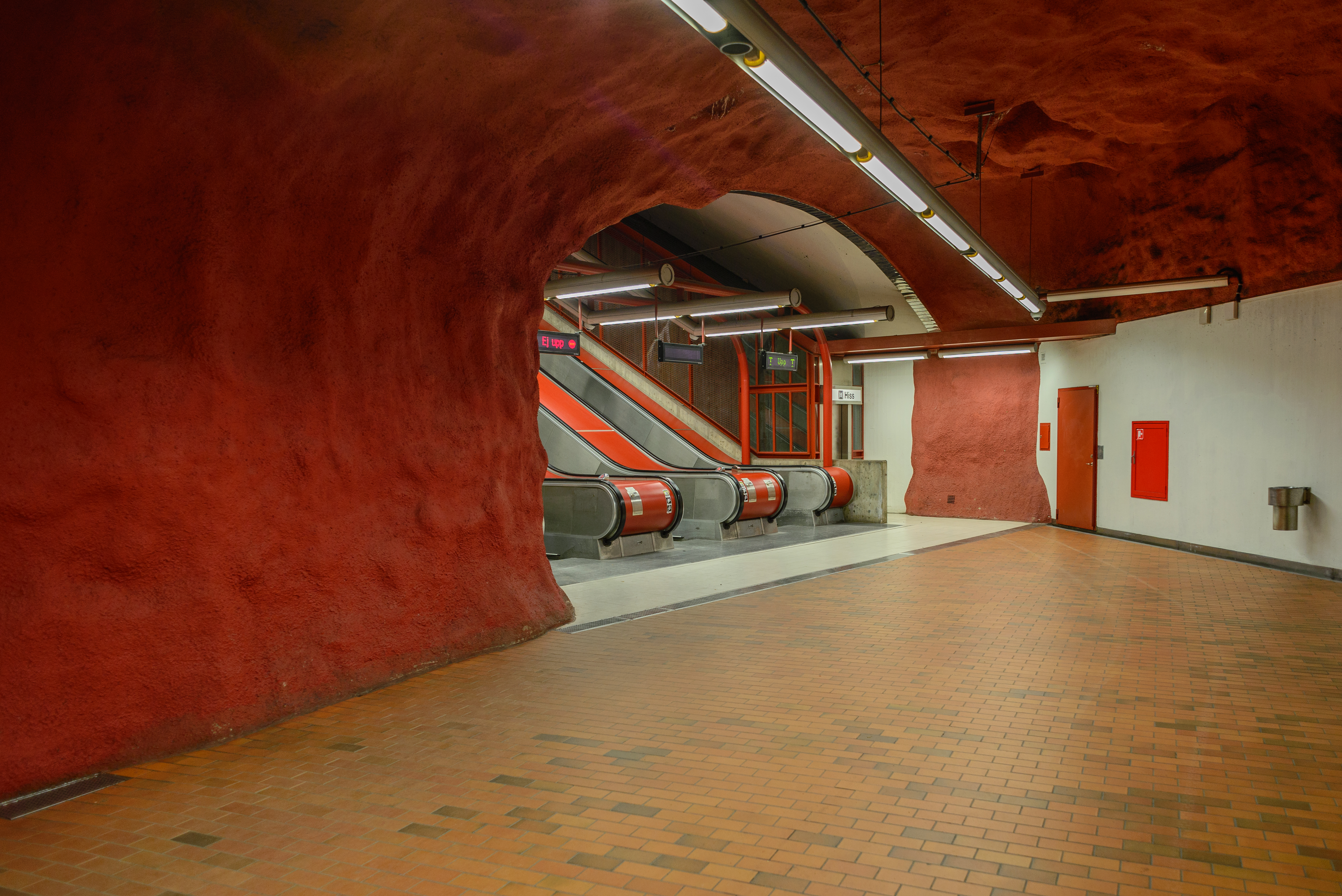
Rulltrappan upp från mellanplanet.
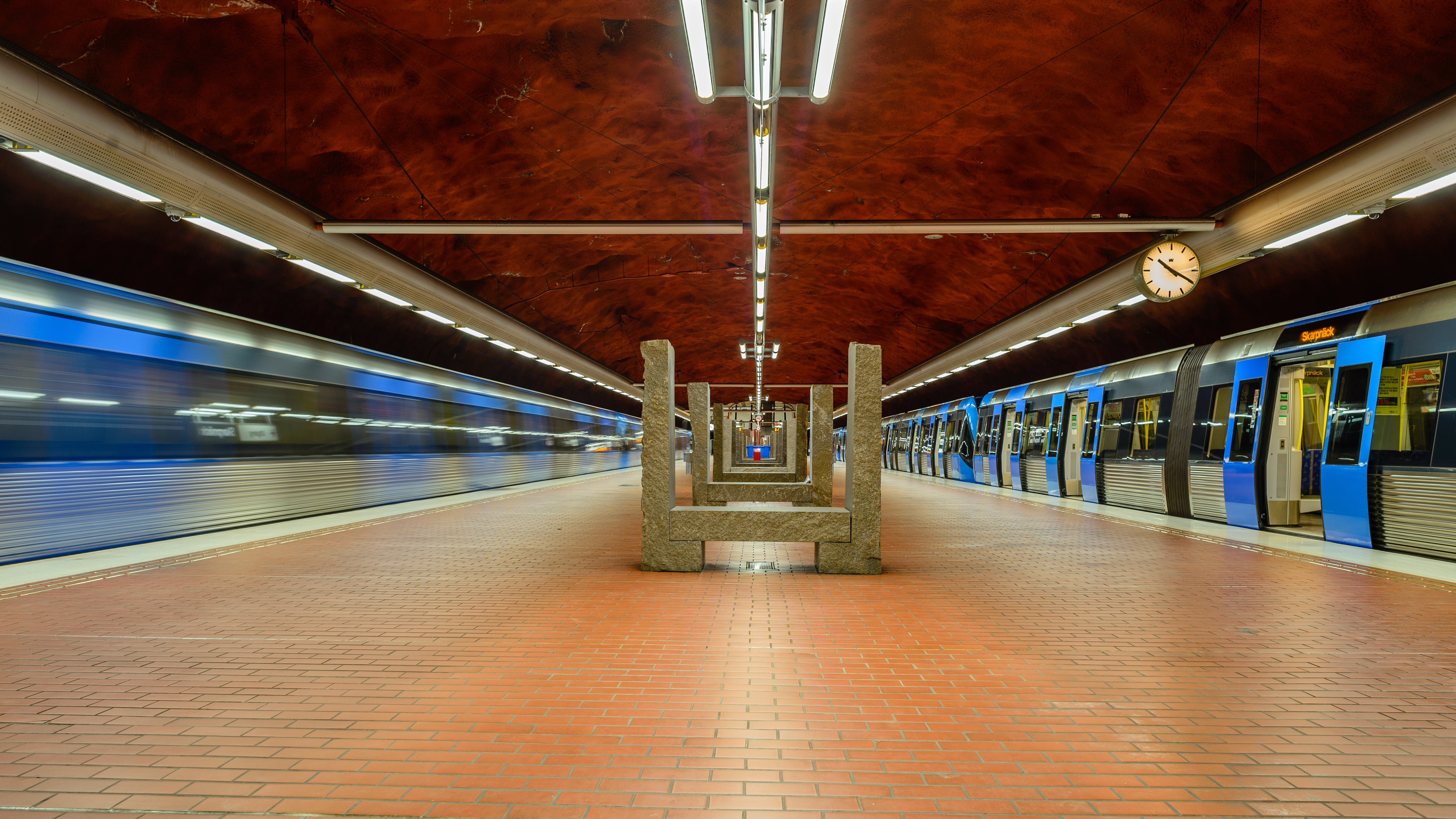
Perrongen.
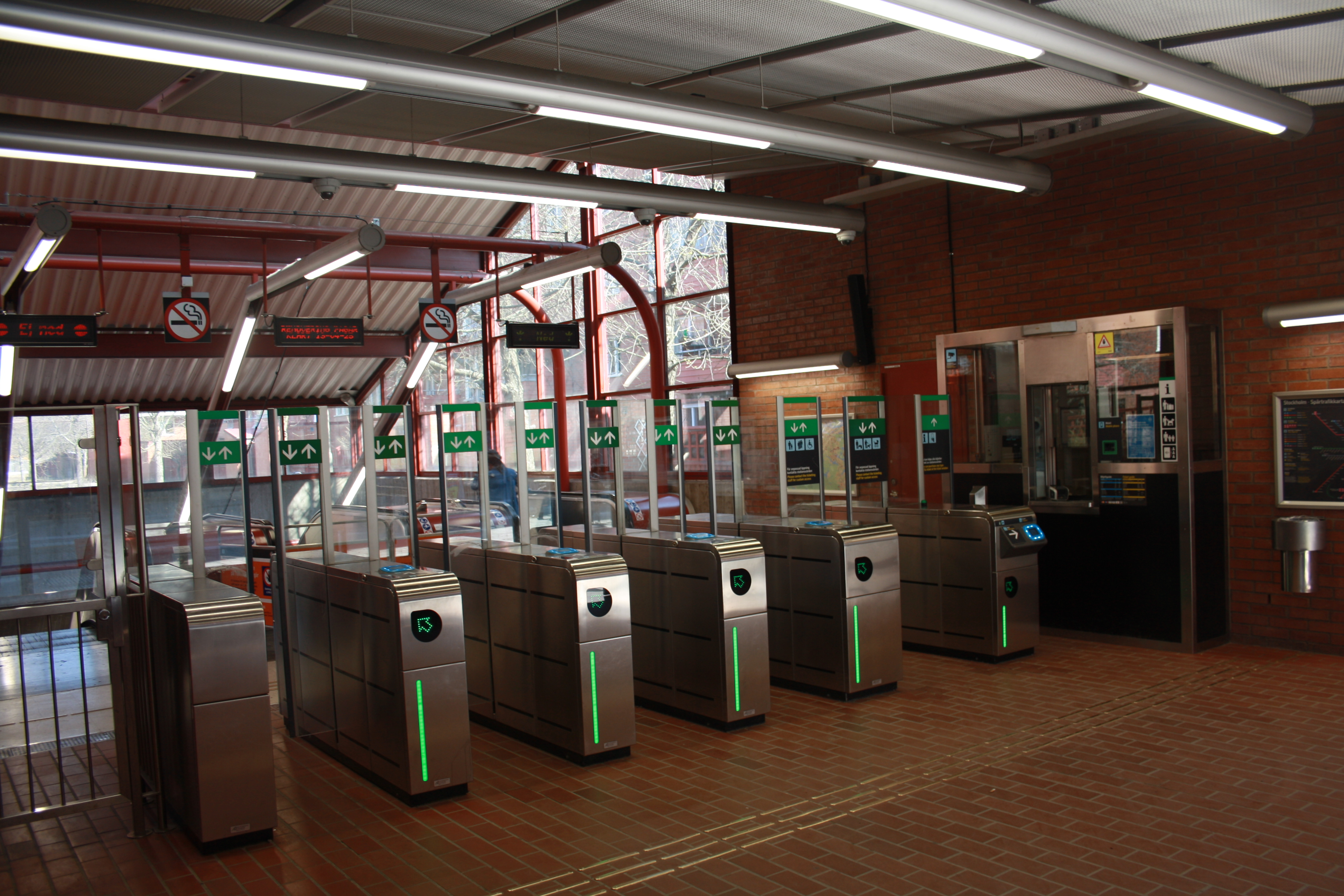
Biljetthallen
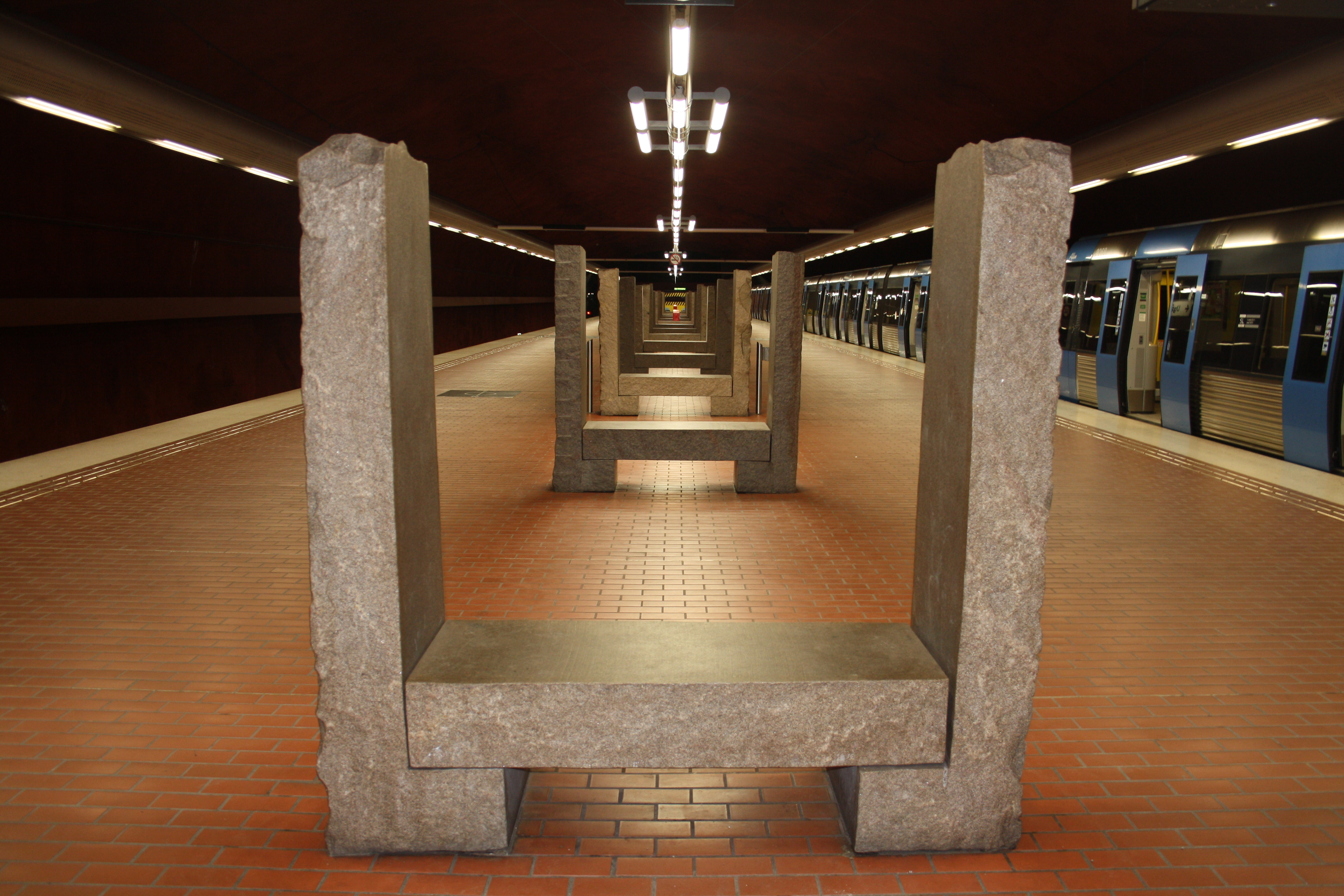
Konstnärlig utsmyckning
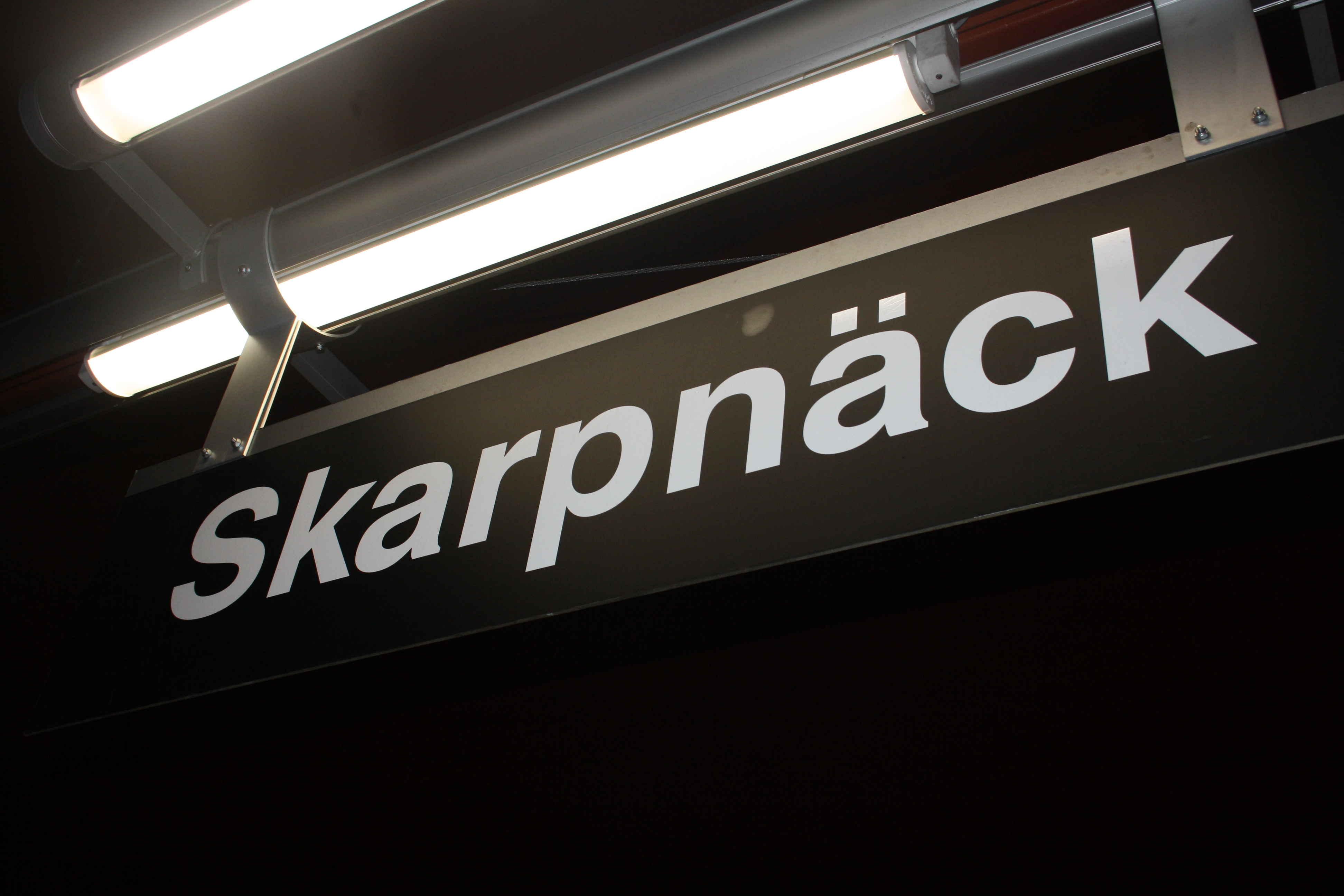
Stationsskylt